# کینگستون (اکلاهما)
کینگستون(به انگلیسی: Kingston) شهری در ایالت اکلاهما کشور ایالات متحده آمریکا است که جمعیت آن در سرشماری سال ۲۰۱۰ میلادی، ۱٬۶۰۱ نفر بوده‌است.